# Stazione di Driehuis-Westerveld
La stazione di Driehuis-Westerveld (in olandese station Driehuis-Westerveld), fino al 1968 stazione di Westerveld, era una stazione ferroviaria a Driehuis, cittadina dell'Olanda settentrionale, provincia dei Paesi Bassi. La stazione faceva parte della linea IJmondlijn ed è situata tra Santpoort Noord e la stazione di Jmuiden e dal 1957 anche sulla linea ferroviaria Haarlem-Uitgeest utile al collegamento col cimitero Westerveld della cittadina di Driehuis. La stazione fu inaugurata il 1 maggio 1885 e rimase aperta fino alla chiusura della tratta per IJmuiden, il 25 settembre 1983. 

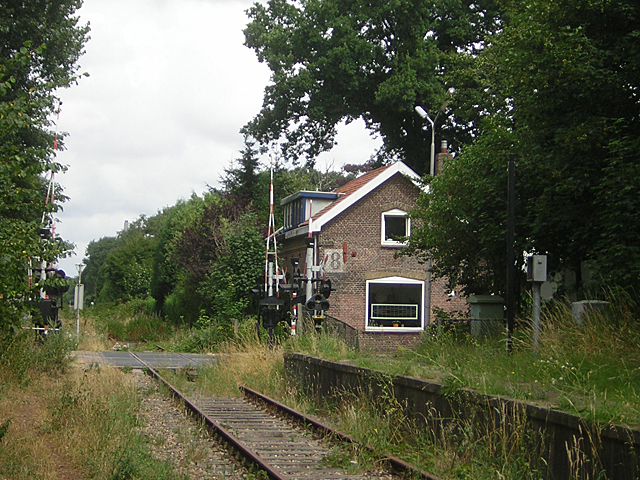
Stazione di Driehuis-Westerveld nell'anno 2006.

Nel 1995 la stazione fu riaperta per due anni servendo la linea Kennemerstrand Expres che raggiungeva le spiagge di IJmuiden, sotto la gestione di Lovers Rail. Dal 1999 la stazione è nuovamente in disuso. Driehuis è infatti collegata dalla stazione di Driehuis.